# Srida (Šćedro)
Srida je naselje na Šćedru, u središnjem rukavcu uvale Lovišće. Nalazi se na sjevernoj strani otoka. Južno prema unutarnjem dijelu otoka je zaselak Barbići.
Danas je to povremeno naselje koje oživi ljeti.

## Upravna organizacija
Naselje administrativno pripada općini Jelsa, u Splitsko-dalmatinskoj županiji.

## Vanjske poveznice
|  | Zajednički poslužitelj ima još gradiva o temi Srida (Šćedro) |

- Kućice u Nastanama  Arhivirana inačica izvorne stranice od 12. rujna 2014. (Wayback Machine)